# Corps des officiers
Le corps des officiers, est l'ensemble des officiers des forces armées,   (gendarmerie, police des frontières, police de sécurité), mais le plus souvent une partie des forces armées d'un pays. L'ensemble des officiers d'une formation militaire, comme un régiment ou un bataillon, mais aussi d'une arme, peut également être considéré comme un corps. Il n'y a pas d'organisation formelle comme pour les corps d'armée. Le terme suit l'idée générale de corps et souligne ici la position particulière des officiers par rapport à d'autres groupes au sein des élites de l'État et de la société, en tant que porteurs de principes politiques communs et de conceptions personnelles de la vie. Cela se manifeste par l'esprit de corps, conséquence d'une formation uniforme et de tâches communes.

## Émergence
Lors de l'apparition de l'officier de carrière au XIXe siècle, les officiers reçoivent généralement une formation supérieure, le plus souvent académique, tandis qu'une formation académique non militaire n'est accessible qu'aux enfants de citoyens fortunés. Ainsi, au sein d'un État, les officiers forment un cercle de personnes relativement restreint, composé de personnes plus instruites et souvent fortunées, qui se considèrent seules redevables à l'État. Cette idée d'élite a souvent favorisé, dans les États déjà en crise, des coups d'État militaires menés par le corps des officiers.

## Allemagne
En Allemagne, le corps des officiers est une élite jusqu'à la fin de la Seconde Guerre mondiale. Sous la République de Weimar, le fait que la Reichswehr soit directement subordonnée au président du Reich en vertu de la constitution et qu'elle constitue un État dans l'État avec sa propre juridiction y a contribué. Pendant la Seconde Guerre mondiale, une partie du corps traditionnel des officiers allemands se heurte à la vision du monde national-socialiste, car il subsiste dans le corps des officiers de la Wehrmacht certaines conceptions humanitaires, politiques et militaires qui s'opposaient à l'idéologie nationale-socialiste. Avec la construction de la Bundeswehr, l'idée de corps est ravivée en ce qui concerne les officiers et les sous-officiers.